# Hagamarken Solberg
Hagamarken Solberg este o arie protejată (arie specială de conservare — SAC, sit de importanță comunitară — SCI) din Suedia întinsă pe o suprafață de 44,6 ha, integral pe uscat.

## Localizare
Centrul sitului Hagamarken Solberg este situat la coordonatele 63°29′56″N 15°23′32″E / 63.4989°N 15.3922°E.

## Înființare
Situl Hagamarken Solberg a fost declarat sit de importanță comunitară în aprilie 2004 pentru a proteja 2 specii de plante. Situl a fost protejat și ca arie specială de conservare în martie 2011.

## Biodiversitate
Situată în ecoregiunea boreală, aria protejată conține 4 habitate naturale: Mlaștini împădurite, Păduri fino-scandinave bogate în ierburi cu Picea abies, Taiga vestică, Mlaștini alcaline.
La baza desemnării sitului se află mai multe specii protejate de  plante (2): Calamagrostis chalybaea, papucul doamnei (Cypripedium calceolus).